# История Агдама

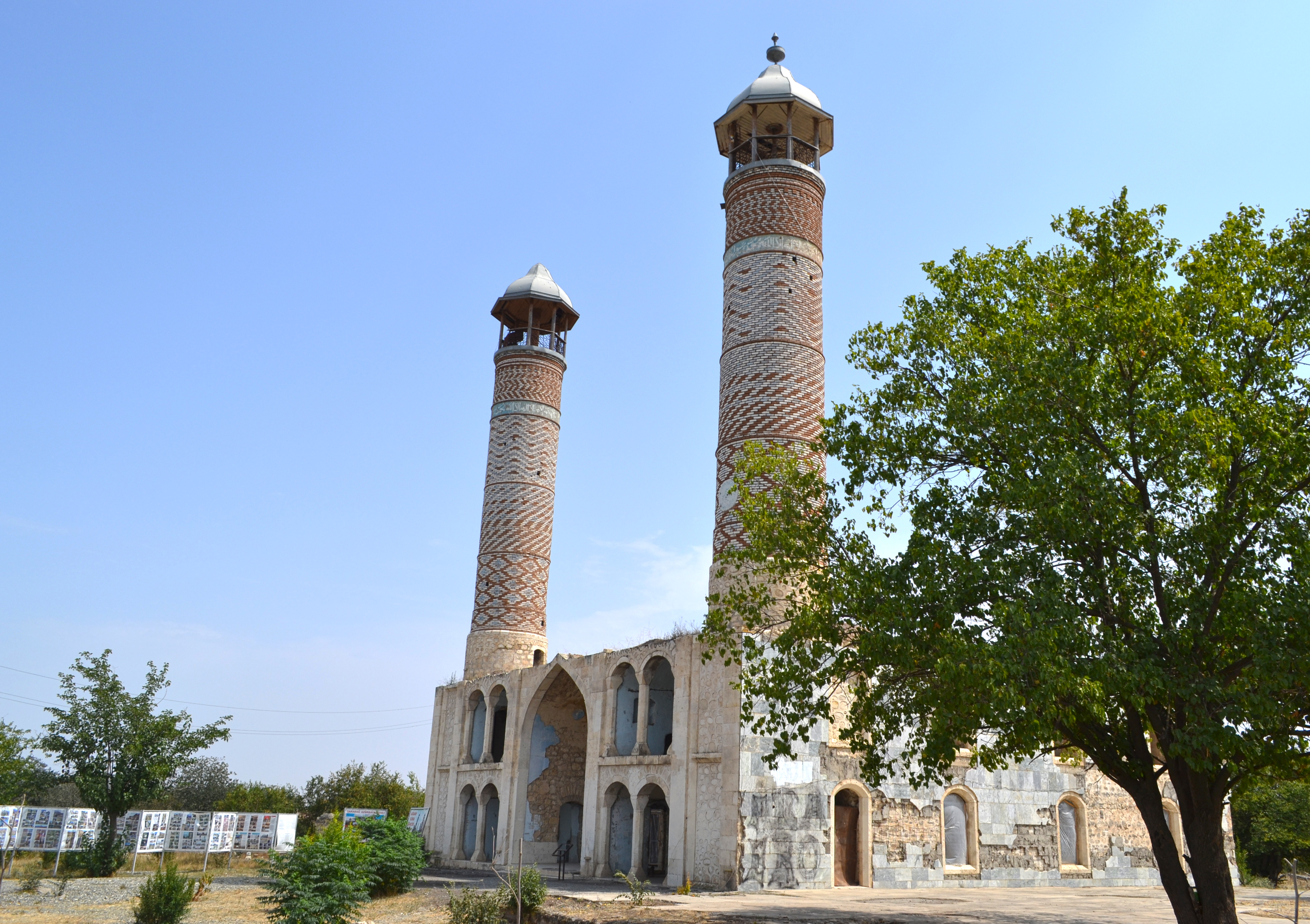
Агдамская мечеть. Мечеть возведена в 1868—1870 годы.

История Агдама включает в себя историю города Агдам Азербайджанской Республики начиная с периода основания до наших дней.

## До XXI века
Агдам был основан в середине XVIII века. В начале XIX века «татарская» (азербайджанская) деревня Агдам относилась к Карабахской провинции.
В 1868—1870 годах архитектором Кербалаи Сефи-ханом Карабаги) была построена большая мечеть
В 1828 году получил статус города Шушинского уезда Елисаветпольской губернии. По данным «Кавказского календаря» 1912 года, в Агдаме проживало 629 человек, большую часть населения составляли азербайджанцы.
В 1921 году Агдам являлся центром одноимённого сельского общества Агдамского района Шушинского уезда Азербайджанской ССР.

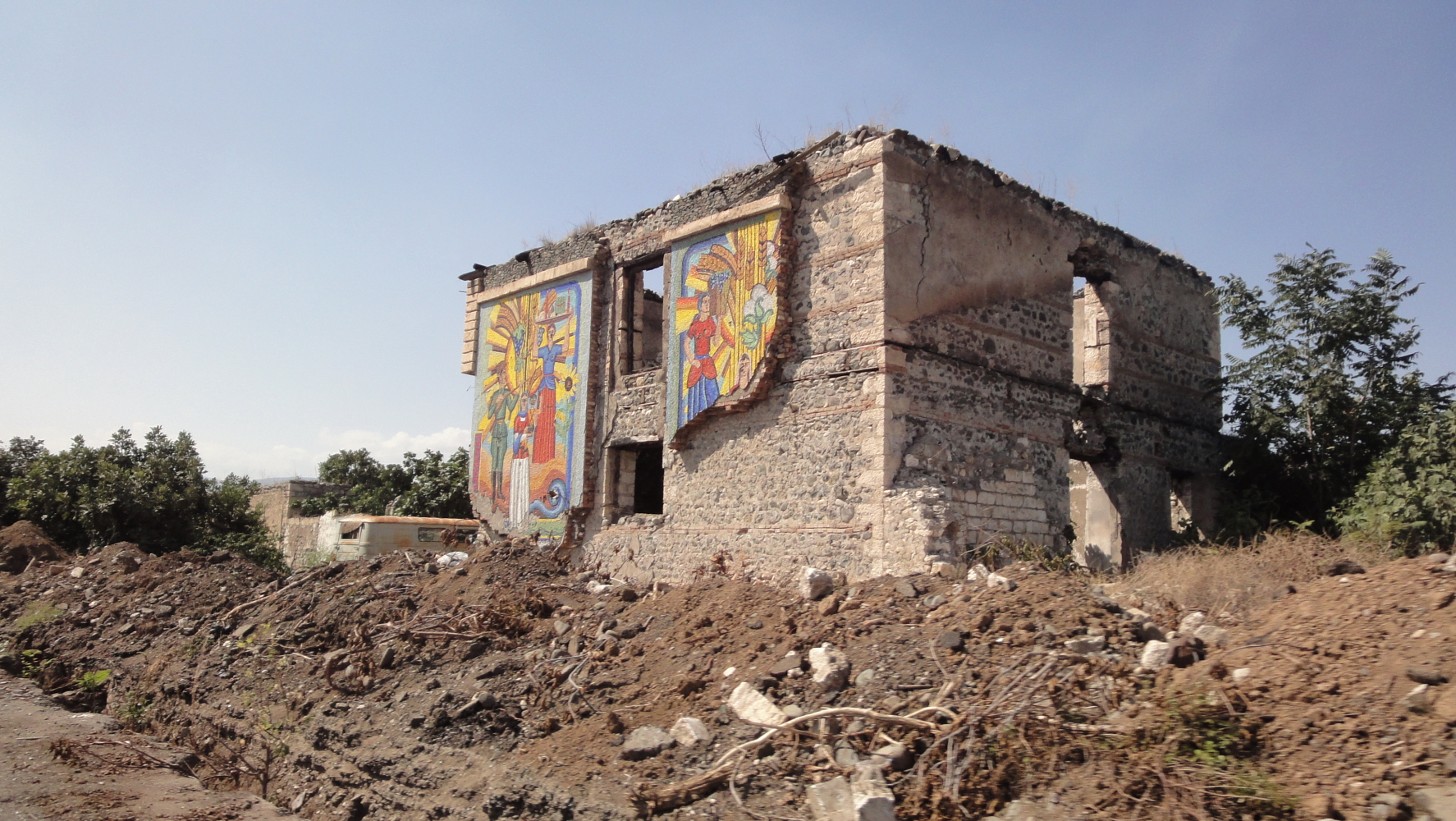
Разрушенное здание Музея хлеба в Агдаме

В 1983 году в городе в мельнице, которая была построена Мухаммедом Гараевым в конце XIX века, был основан Музей хлеба, который принял своих первых посетителей 25 ноября 1983 года. Музей был разрушен в годы Первой карабахской войны.
В начале 1988 года город получил известность на фоне выступлений армянского населения соседней НКАО с требованием отделения от Азербайджанской ССР. В ходе Первой карабахской войны в начале июня 1993 года армянские силы начали наступление на Агдам с целью захвата города. К 5 июля город был практически окружён и подвергся интенсивному обстрелу из артиллерии и установок «Град», а 23 июля был взят армянскими силами. Совет Безопасности ООН принял 29 июля того же года резолюцию № 853, осуждающую захват Агдамского района, потребовав «незамедлительного прекращения всех военных действий и немедленного, полного и безоговорочного вывода участвующих в конфликте оккупационных сил из Агдамского района и всех других недавно оккупированных районов Азербайджана». Итальянский журналист Джузеппе Дидонна писал, что «хотя город оставался за пределами активных боевых действий и здесь не была взорвана водородная бомба», он разрушен до основания, сравнен с землей.

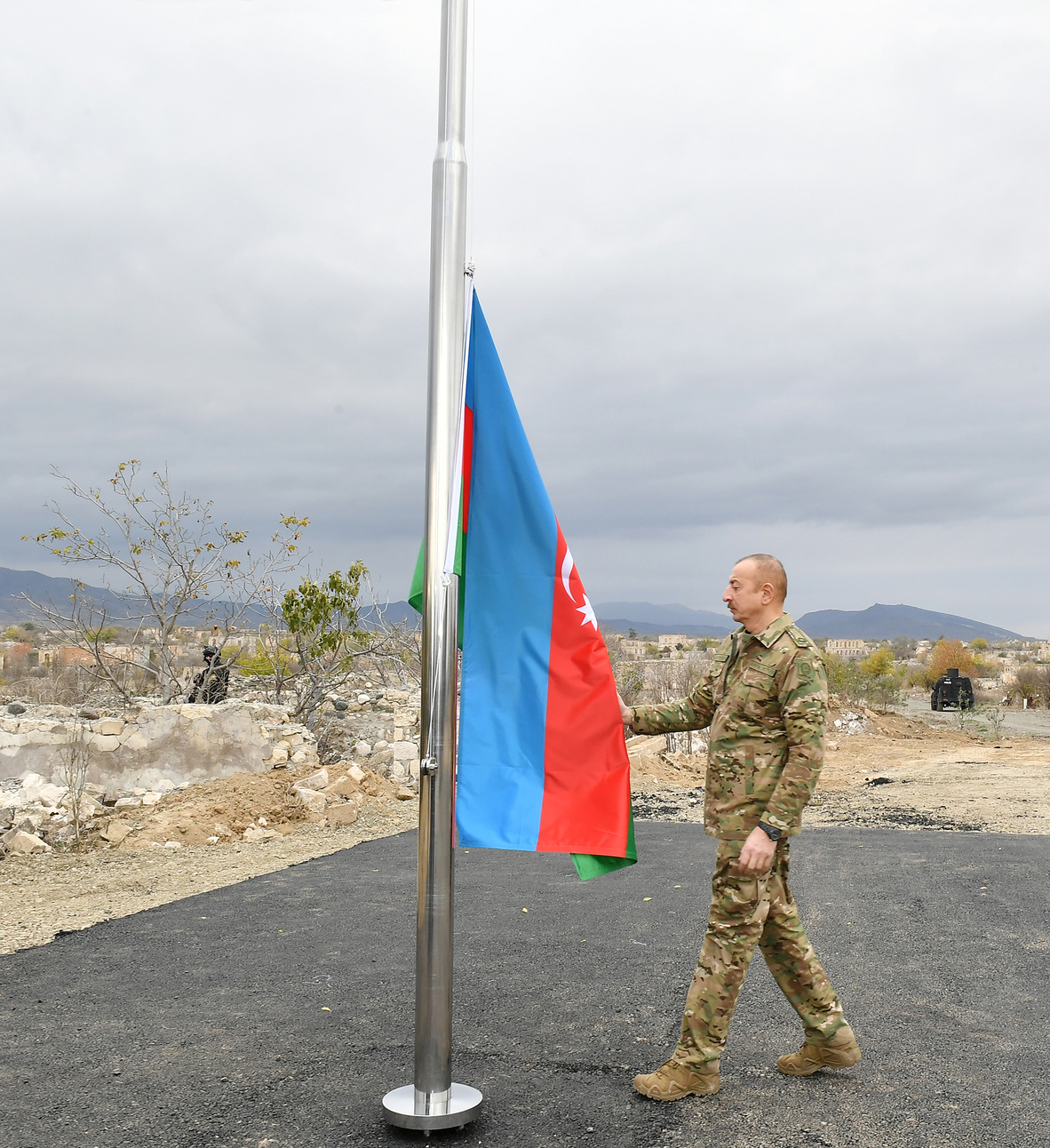
Президент Азербайджана Ильхам Алиев водружает флаг Азербайджана над Агдамом. 23 ноября 2020 года

С 1937 по 1993 год (с перерывами) в городе функционировал Агдамский государственный драматический театр, ныне продолжающий деятельность в селе Кузанлы Агдамского района.

## Современный период
2 ноября 2010 года было объявлено о решении правительства непризнанной НКР присвоить Агдаму название Акна и включить его в состав города Аскеран. В этот период население Агдама составляло около 360 человек (армян).
В 2013 году Агдам стал побратимом с венгерским Тисавашвари.
20 ноября 2020 года, по условиям соглашения, завершившего Вторую карабахскую войну, контроль Азербайджана над Агдамом и Агдамским районом был восстановлен.
20 ноября армия Азербайджана вступила на территорию района. 23 ноября президент Азербайджана Ильхам Алиев поднял в Агдаме флаг Азербайджанской Республики.
С первой половины 2021 года началось восстановление автомобильной и железной дороги Барда—Агдам. В мае 2021 года в городе начались восстановительные работы. 4 октября 2022 года начались восстановительные работы во Дворце Панах Али-хана.